# Sutthausen
Sutthausen, Osnabrück-Sutthausen – dzielnica miasta Osnabrück w Niemczech, w kraju związkowym Dolna Saksonia.